# Cristián Labbé Galilea
Pour les articles homonymes, voir Labbé.
Cristián Labbé Galilea, né le 14 octobre 1948, est un homme politique chilien. Ancien maire du quartier de Providencia dans la capitale Santiago et ex-ministre et garde du corps d'Augusto Pinochet.

## Biographie
Après le coup d’État du 11 septembre 1973, Cristián Labbé participe à l'enlèvement et à l'exécution de treize personnes dans la caserne Tejas Verdes de San Antonio. Cette dernière était, pendant la période de la dictature, un centre de détention et de torture redouté : les prisonniers étaient frappés, torturés à l'électricité, brûlés ou encore soumis à des simulacres d'exécution.
Il fait carrière dan l'armée et atteint le grade de colonel, devenant un temps garde du corps d'Augusto Pinochet. Il est ensuite ministre pendant près d'un an sous le régime militaire.
Il poursuite sa carrière politique après la chute du régime, rejoignant l'Union démocrate indépendante (UDI), et est maire pendant seize ans (1996-2012) du quartier de Providencia dans la capitale Santiago. Il reste un ardent partisan d'Augusto Pinochet, organisant notamment une cérémonie en hommage à Miguel Krassnoff, un ancien dirigeant de la DINA condamné pour enlèvement, assassinat et torture. Lors de l’arrestation de l'ancien dictateur à Londres en 1998, il donne l'ordre aux services municipaux de ne pas enlever les ordures des ambassades britannique et espagnole.
Il est arrêté en 2014 pour des meurtres perpétrés durant la dictature.